# Saldinae
Saldinae (англ.) — подсемейство клопов из семейства прибрежников (Saldidae).

## Описание
Перепоночка надкрылий с четырьмя ячейками, или же она более или менее укороченная, или жилки на ней неявственные.